# Huike
Huike (487 — 593) (em chinês: 大祖慧可 ou 慧可  - pinyin: Huìkě - em japonês: Eka) foi o Segundo Patriarca da escola de Budismo Zen na China, o 29º na linha de sucessão direta desde Gautama Buddha. 
Muito pouco se sabe sobre sua vida. A fonte mais antiga são os dois volumes de Biografias de Monges Eminentes (Kao-seng chuan e Hsu kao-seng chuan), de Tao-hsuan (?-667). Outra fonte, posterior, é a sua biografia tradicional incluída na obra do mestre Zen Keizan Jokin (1268-1325).
O Hsu kao-seng chuan diz que Huike nasceu em Hu-lao, hoje Ssu-shui hsien, recebendo o nome de Shen-kuang. Tornando-se um erutido em escrituras Budistas e textos clássicos chineses, Huike era considerado ilustre, mas o criticavam por não ter um mestre. Encontrou o seu em Bodhidharma, que em 528 estava no Mosteiro Shaolin, passando a estudar sob sua orientação por seis anos (outras fontes relatam períodos diferentes). 
Diz a lenda que de início Bodhidharma o recusou, mas Huike permaneceu do lado de fora da caverna do mestre durante a noite toda, sob uma nevasca. Na manhã seguinte Bodhidharma perguntou por que ele estava lá. Huike disse que desejava abrir o portal do elixir da compaixão universal para salvar todos os seres, mas Bodhidharma refutou sua resposta dizendo que ele tinha pouca virtude, pouca sabedoria, um coração raso e uma mente arrogante. Para provar sua determinação, Huike cortou seu próprio braço esquerdo e ofereceu-o ao Patriarca, como empenho de sua sinceridade. Então foi aceito, e Bodhidharma mudou seu nome para Huike, que significa Sabedoria e Capacidade.
Huike disse ao mestre: "Minha mente é ansiosa, por favor, pacifica-a". Bodhidharma replicou: "Traz-me tua mente e eu a pacificarei". Huike disse: "Embora tenha procurado por ela, não posso encontrá-la!", ao que respondeu Bodhidharma: "Eis que já a pacifiquei!"
De acordo com o Denkoroku, quando Huike e Bodhidharma estava subindo uma montanha, este perguntou: "Aonde vamos?". Huike respondeu: "Por favor, continuemos, só isso". Bodhidharma devolveu: "Se seguires em frente não poderás andar mais um só passo". Ouvindo isso, Huike iluminou-se.
Consta que quando Bodhidharma quis voltar para a Índia reuniu seus discípulos e disse: "Podeis me dizer algo que demonstre vosso entendimento?" Dao Fu se adiantou e disse: "Não está ligado pelas palavras e frases, nem está separado das palavras e frases. Esta é a função do Tao". Bodhidharma disse: "Chegaste à minha pele". A monja Zong Chi deu um passo à frente e disse: "É como um vislumbre glorioso do reino de AkshobyaBuddha. Visto uma só vez não é preciso vê-lo novamente." Bodhidharma respondeu: "Chegaste à minha carne". Dao Yu por sua vez disse: "Os quatro elementos são todos um vazio. Os cinco skandhas não têm uma existência real. Nem um só Dharma pode ser compreendido." E Bodhidharma: "Chegaste aos meus ossos". Finalmente Huike se adiantou, inclinou-se em reverência e se aprumou sem dizer uma palavra. Bodhidharma exclamou: "Chegaste à minha medula!", e lhe transmitiu o manto e a tigela, símbolos do Patriarcado. 
Então Huike viajou para Yedu (Henan) em torno de 574, e viveu ali e em Wei (Hebei) pelo resto de sua vida, salvo por um período em que ocorreram revoluções políticas e perseguições religiosas, quando Huike procurou refúgio perto do rio Yangtzé e encontrou-se com Sengcan, que viria a se tornar seu sucessor e o Terceiro Patriarca Zen. 
Em 579 Huike voltou para Yedu e expôs o Dharma, atraindo muitos ouvintes e acirrando animosidades entre seguidores de outras escolas, incluindo Tao-heng, que contratou um assassino para matá-lo, o qual acabou convertido por Huike.
O Compêndio das Cinco Lâmpadas (Wudeng Huiyan), de Dachuan Lingyin Puji (1179-1253), diz que Huike viveu até os 107 anos. Quando faleceu foi enterrado cerca de 40 km ao norte de Anyang, na província de Hebei. Mais tarde o imperador Tang De Zong deu a Huike o título póstumo de Dazu (Grande Ancestral). Algumas tradições dizem que Huike foi assassinado por questões religiosas. Outras dizem que de sua cabeça decapitada não saiu sangue, mas sim uma espécie de leite.

## Ensinamentos
Há algumas evidências de que tanto Bodhidharma como Huike baseavam seus ensinamentos no Sutra Lankavatara, que enfatiza a auto-iluminação e o abandono das palavras e pensamentos. Em sua Hsu kao-seng chuan, Tao-hsuan afirma que ambos eram mestres na meditação e no Sutra Lankavatara.
Uma das características mais importantes da abordagem Zen primitiva de Bodhidharma e de Huike era o acontecimento súbito da iluminação, ao contrário da visão Hindu que advogava um processo gradual de auto-aperfeiçoamento.
No Tratado das Duas Entradas e das Quatro Práticas (Erru sixing lun), acreditado como de autoria de Bodhidharma, consta que a natureza de Buda existe em todas as pessoas e cada uma deveria percebê-la individualmente através da meditação (percepção que ocorreria subitamente se isenta de dualismo ou de apegos a objetivos pré-determinados), ao invés de estudar os sutras, atender às cerimônias, executar boas obras ou venerar os Budas. Uma carta atribuída a Huike, anexa ao texto, diz:
"Originalmente iludido, ele chama a madrepérola de um pedaço de barro.
Subitamente desperto, reconhece a madrepérola.
Ignorância e sabedoria são idênticas, e não diferentes".